# 德里加爾斯基山脈 (毛德皇后地)

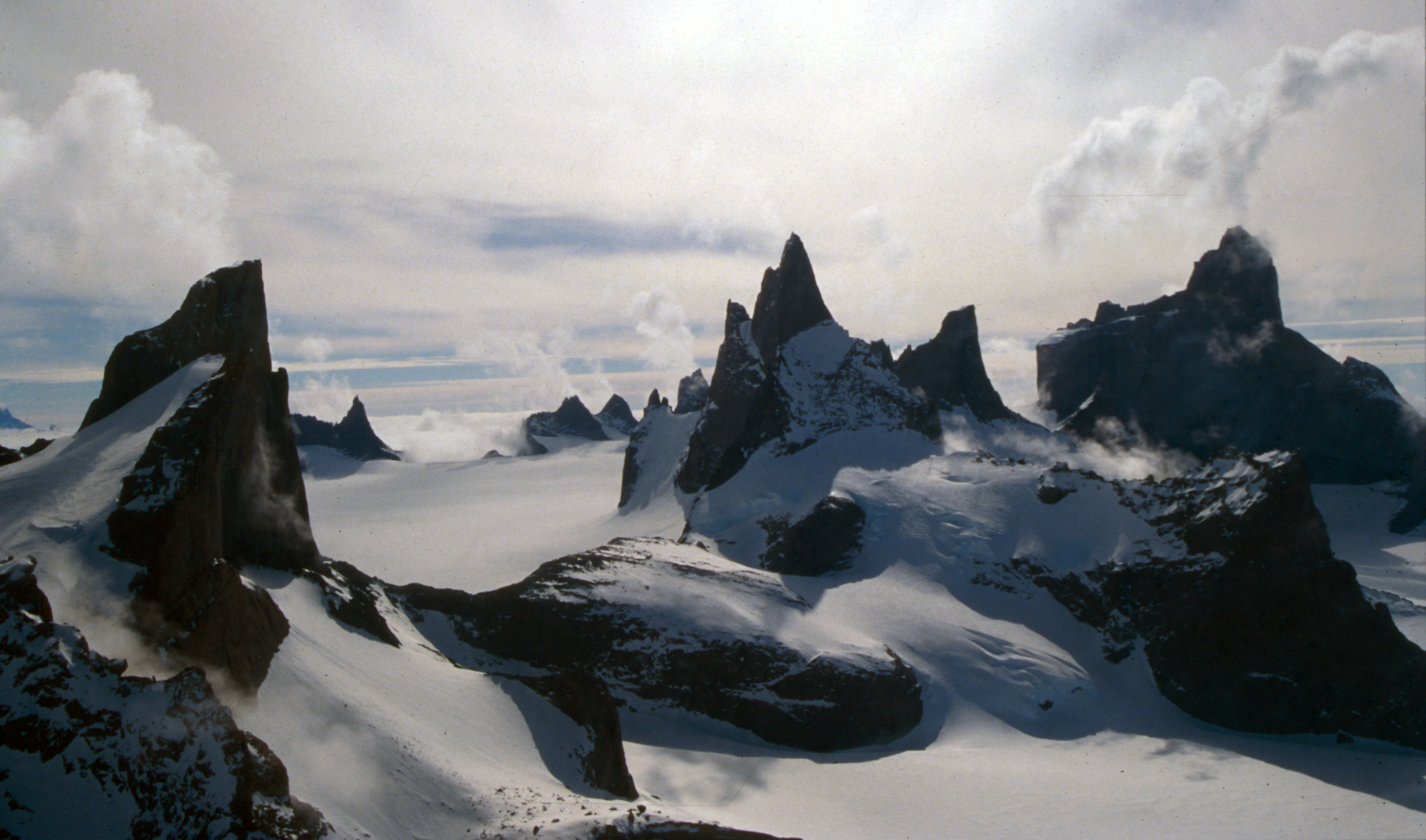
右為最高峰烏爾維塔納峰

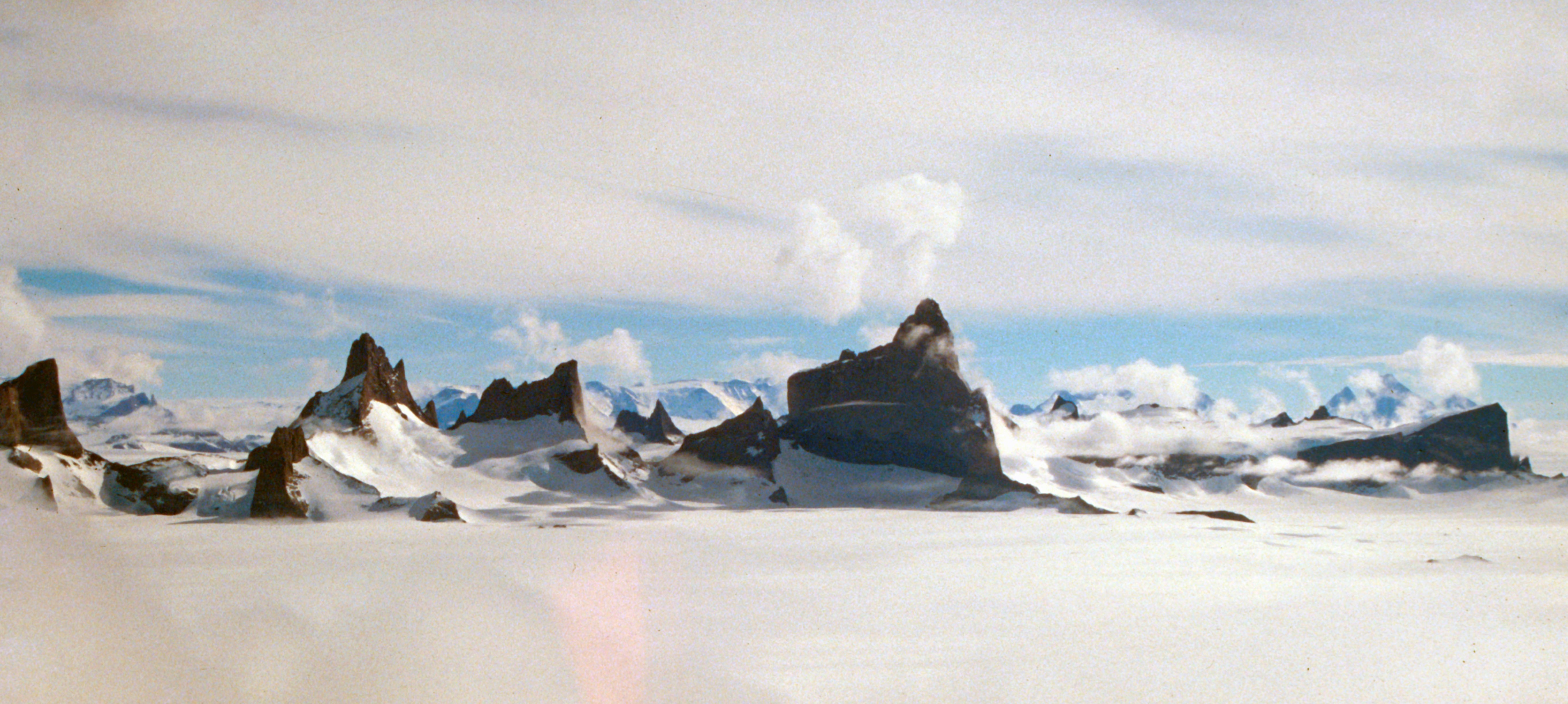

71°45′S 8°15′E / 71.750°S 8.250°E
德里加爾斯基山脈（德語：Drygalskiberge）是南極洲的山脈，位於南極大陸東部的毛德皇后地，面積500平方公里，最高點為海拔高度2,931米的烏爾維塔納峰，該山脈在1938至1939年間被德國探險隊發現。